# Chamwino
Chamwino es un valiato de Tanzania perteneciente a la región de Dodoma.
En 2012, el valiato tenía una población de 330 543 habitantes. El valiato no tiene capital dentro de su territorio: su centro administrativo se ubica en la también llamada Chamwino, una de las katas de la vecina capital nacional Dodoma, aunque algunas administraciones se han trasladado a la localidad de Buigiri que sí forma parte del valiato.
El valiato comprende la periferia rural oriental y meridional de la capital nacional Dodoma.

## Subdivisiones
Se divide en 32 katas:
- Buigiri
- Chiboli
- Chilonwa
- Chinugulu
- Dabalo
- Fufu
- Handali
- Haneti
- Huzi
- Idifu
- Igandu
- Ikowa
- Iringa Mvumi Zamani
- Itiso
- Loje
- Majeleko
- Makang'wa
- Manchali
- Manda
- Manzase
- Membe
- Mlowa Bwawani
- Mpwayungu
- Msamalo
- Msanga
- Muungano
- Mvumi Makulu
- Mvumi Mission
- Nghambaku
- Nhinhi
- Segala
- Zajilwa